# Tadasuke Makino
Tadasuke Makino (牧野 任祐, Makino Tadasuke, Osaka, 28 de junho de 1997) é um piloto de automóveis japonês. Ele disputou em uma série de competições de automobilismo, incluindo o Super GT e a Fórmula 3 Europeia. Em 2018, Makino disputou o Campeonato de Fórmula 2 da FIA com a equipe campeã da categoria em 2017, a Russian Time.